# Parco nazionale del Diawling
Il parco nazionale del Diawling si trova nel sud-ovest della Mauritania, nell'area del delta del fiume Senegal. Il parco rappresenta un importante santuario faunistico.

## Storia
Il parco è stato istituito nel 1991. L'opposizione alla sua creazione provenne soprattutto dagli abitanti locali, che temevano di subire lo stesso destino toccato alla popolazione di Djoudj, sulla sponda opposta del fiume in Senegal, quando nel 1971 fu istituito il Parco nazionale degli uccelli di Djoudj. Tali timori erano legati alle conseguenze derivanti dalla creazione di un'area protetta, che avrebbe comportato il divieto o la limitazione del pascolo e della pesca, ponendo così fine a uno stile di vita che le loro tribù avevano sempre conosciuto.

## Geografia
Il parco si estende su una superficie di 16.000 ettari, che un tempo costituivano un'unica pianura alluvionale. Il fiume Senegal funge da confine naturale tra il parco e il Senegal. L'area fa parte di una Riserva della Biosfera Transfrontaliera, molto frequentata dagli uccelli durante la stagione riproduttiva, grazie alla mescolanza di acque dolci e salate che caratterizza il delta del Senegal.
Nell'area si registrano alcuni dei peggiori casi di malaria della regione, fenomeno favorito dalla costruzione di una diga nei pressi del parco. Si sono inoltre diffuse la bilharziosi e diverse specie vegetali invasive.

### Ambiente
Durante la stagione delle piogge, gran parte del parco si trasforma in ampi specchi d'acqua. L'area è nota per la presenza di oltre 220 specie di uccelli identificate, oltre a numerose specie ittiche.

#### Uccelli

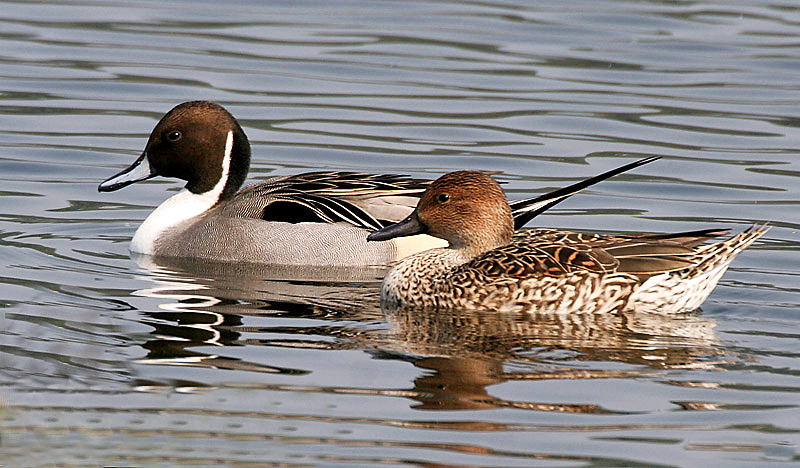
Una coppia di codoni comuni.

Il Parco nazionale del Diawling ospita una notevole varietà di uccelli. Tra le specie che vi si possono osservare figurano il codone comune, il mestolone, il fenicottero maggiore, il fenicottero minore, la spatola eurasiatica, la spatola africana, l'airone bianco maggiore, il pellicano, l'otarda araba, l'avocetta, il gabbiano roseo, la sterna maggiore, l'allodola beccocurvo e il passero dorato del Sudan. Il sito è stato inoltre designato come Important Bird Area (IBA) da BirdLife International, poiché accoglie popolazioni svernanti significative di uccelli acquatici.

#### Mammiferi
L'azione combinata della natura e dell'uomo ha portato all'estinzione locale di alcune specie nel Diawling. Diverse specie di grandi mammiferi sono scomparse a causa della siccità prolungata e della caccia eccessiva. L'ultimo leone dell'Africa occidentale presente nel parco fu abbattuto nel 1970, mentre l'ultima segnalazione della gazzella dalle fronte rossa risale al 1991. Attualmente, i mammiferi che popolano il parco sono la iena maculata, il lupo africano, il facocero, il gatto selvatico africano, la lepre del Capo e l'eritrocebo. Altre specie, come il lamantino africano, il coccodrillo dell'Africa occidentale e l'ippopotamo, sono scomparse a seguito della costruzione della diga.